# Roland Nilsson
Roland Nilsson (ur. 27 listopada 1963 w Helsingborgu) – szwedzki piłkarz, który występował na pozycji obrońcy, później trener.
Nilsson w latach 1986–2000 rozegrał w reprezentacji Szwecji 116 meczów(zdobył 2 gole) i ustępuje w ilości występów jedynie swojemu koledze Thomasowi Ravelliemu.
W latach dziewięćdziesiątych Nilsson z powodzeniem występował w lidze angielskiej.
Ukoronowaniem kariery Nilssona były medale na Mistrzostwach Świata w 1994 i Mistrzostwach Europy 1992. Największym indywidualnym osiągnięciem Nilssona był tytuł piłkarza roku w Szwecji w 1996.
Po zakończeniu kariery piłkarskiej zajął się pracą trenerską w 2001 roku i przez sezon prowadził angielskie Coventry City, od 2002 trenował szwedzki klub GAIS, następnie Malmö FF (2008 – 2011). 1 czerwca 2011 został trenerem FC København.

## Sukcesy
- Mistrzostwo Szwecji: 1987, 1999
- Puchar Ligi Angielskiej: 1991
- Puchar UEFA: 1987
- Euro 1992: III miejsce
- Mistrzostw Świata 1994: III miejsce
- Piłkarz roku 1996 w Szwecji
- Uczestnik Mistrzostw Świata: 1990, 1994
- Uczestnik Mistrzostw Europy: 1992, 2000